# Kümmerly+Frey
Kümmerly+Frey war ein Schweizer Landkartenverlag, der 1852 in Bern gegründet wurde.
1852 gründete Gottfried Kümmerly in Bern einen Lithografiebetrieb. 1884 übernahmen die Brüder Hermann und Arnold Kümmerly das Geschäft. 1898 wurde ihr Cousin Julius Frey Teilhaber. 1944 folgte die Gründung der Aktiengesellschaft. Das Verlagsprogramm umfasste Atlanten, Zeitschriften und Bildbände. 
Nach dem Konkurs 2001 wurde der kartografische Bereich von der zu MairDumont gehörenden Hallwag AG übernommen und firmiert seitdem unter Hallwag Kümmerly+Frey.
Bereits im Jahr 1999 gründeten die Kümmerly+Frey AG mit der Kober-Verlag GmbH eine gemeinsame Tochtergesellschaft Kober-Kümmerly+Frey Media AG, deren Aktien nach dem Konkurs des Schweizer Verlages 2002 ganz beim Kober-Verlag in Köln liegen.